# Верхняя Верея
Ве́рхняя Вере́я — село в городском округе город Выкса Нижегородской области. Входит в административно-территориальное образование рабочий посёлок Виля.

## История
Село было образовано во второй половине XVIII века. Первоначально село имело совсем другое название — Гибловка (Погибловка) из-за близости дремучих лесов и топких торфяных болот. В 1929 году село было переименовано в Верхнюю Верею.
В 1958 году в селе был образован сельсовет, а в начале 1960-х было электрифицировано.
Вечером в четверг 29 июля 2010 года село сгорело целиком после перекинувшегося на него верхового лесного пожара. В ходе пожара сгорели 363 дома. Эвакуировано 580 человек, 22 человека погибли.
После восстановления села были построены 406 новых домов, возведены здания фельдшерско-акушерский пункт (ФАП) и почты, проложен газо- и водопровод, отремонтирован Дом творчества, который не пострадал во время пожара, в нём сейчас также действует библиотека. В селе работают три магазина и детский сад. После восстановления села у каждого дома поставили противопожарные колодцы.

## Улицы

Дома деревни Верхняя Верея после восстановления, 2010 год

В селе расположено отделение Почты России (индекс 607042).
По данным ГНИВЦ ФНС России, в селе зарегистрированы 11 улиц:
- Железнодорожная;
- Крестьянская;
- Ленина;
- Мирная;
- Рабочая;
- Рожновская;
- Семиловская;
- Советская;
- Специальный 12-й кв-л.
- Шернавская;
- Школьная.

## Образование
В 1936 году в селе была построена новая школа, а старое здание церковно-приходской школы к этому времени демонтировали. После пожара 2010 года школа сохранилась, но из-за её плохого состояния было принято решение о достройке школы в посёлке Проволочное, которая и стала базовой для школьников Верхней Вереи.

## Население
В Верхней Верее насчитывается 437 домов. Население села составляет 1142 человека (на 2015 год).

### Религия
10 сентября 2010 года архиепископ Нижегородский и Арзамасский Георгий заложили памятную капсулу в основание нового храма. 10 октября в селе состоялось освящение крестов и куполов нового храма Сергия Радонежского А через год 15 ноября епископ Выксунский и Павловский Варнава совершил чин великого освящения храма. В селе Верхняя Верея была построена новая Деревянная церковь в честь преподобного Сергия Радонежского компанией СУ-155 на месте церкви, сгоревшей в результате лесного пожара 2010 года. Площадь её составила 435 квадратных метров, в ней смогут разместиться до 300 прихожан. Высота купола вместе с крестом составляет 30 метров. Высота алтарного камня —  1,8 метра.

## Памятники
Обелиск посвящённый павшим воинам.
Согласно «Государственным спискам памятников истории и культуры Нижегородской области», в селе — памятник градостроительства и архитектуры — церковь (датировка объекта — начало XX века, документ о принятии на госохрану № 471), построенная в 1897 году и восстановленная в 2000-х годах. Во время пожара деревянная церковь Сергия Радонежского сгорела.